# Ranunculus auricomiformis
Ranunculus auricomiformis är en ranunkelväxtart som beskrevs av Sóo. Ranunculus auricomiformis ingår i släktet ranunkler, och familjen ranunkelväxter. Inga underarter finns listade i Catalogue of Life.